# Mistrovství Evropy v boxu 2004
XXXV. mistrovství Evropy v boxu proběhlo v Pule, Chorvatsko ve dnech 19. až 29. února 2004. Organizátorem turnaje mistrovství Evropy byla European Amateur Boxing Association (EABA).
Mistrovství Evropy bylo zároveň první fázi evropské olympijské kvalifikace na olympijské hry v Athénách v roce 2004.

## Česká stopa
Šéftrenér reprezentace: Svatopluk Žáček
Na mistrovství Evropy startovali za Česko 4 (5) boxeři:
- −54 kg: Ivan Dunka (* 1986) z BC Gaži Brno
- −60 kg: Araik Šachbazjan (* 1972) z SKP Sever Ústí nad Labem
- −64 kg: Martin Halaš (* 1980) z SKP Sever Ústí nad Labem – neprošel zdravodní prohlídkou
- −75 kg: Tomáš Adámek (* 1980) ze Sportovní školy boxu Hradec Králové
- −81 kg: Rudolf Kraj (* 1977) z BC Mělník/BC Gaži Brno (liga)

## Výsledky
| Muži   | Zlato                       | Stříbro                  | Bronz                     | Bronz                       |
| ------ | --------------------------- | ------------------------ | ------------------------- | --------------------------- |
| –48 kg | Sergej Kazakov (RUS)        | Alfonso Pinto (ITA)      | Salim Salimov (BUL)       | Pál Bedák (HUN)             |
| –51 kg | Georgij Balakšin (RUS)      | Nikoloz Izorija (GEO)    | Andrzej Rżany (POL)       | Rustam Rahimov (GER)        |
| –54 kg | Gennadij Kovaljov (RUS)     | Ali Hallab (FRA)         | Andrzej Liczik (POL)      | Detelin Dalakliev (BUL)     |
| –57 kg | Vitalij Tajbert (GER)       | Khedafi Djelkhir (FRA)   | Michail Bernadskij (BLR)  | Konstantine Kupatadze (GEO) |
| –60 kg | Dimitar Štiljanov (BUL)     | Selçuk Aydın (TUR)       | Gyula Káté (HUN)          | Domenico Valentino (ITA)    |
| –64 kg | Alexandr Maletin (RUS)      | Ihor Paščuk (UKR)        | Mustafa Karagöllü (TUR)   | Willy Blain (FRA)           |
| –69 kg | Oleg Saitov (RUS)           | Xavier Noël (FRA)        | Rolandas Jasevičius (LTU) | Ruslan Chairov (AZE)        |
| –75 kg | Gajdarbek Gajdarbekov (RUS) | Lukas Wilaschek (GER)    | Džavid Tagijev (AZE)      | Andrew Lee (IRL)            |
| –81 kg | Jevgenij Makarenko (RUS)    | Marijo Šivolija (CRO)    | Aleksy Kuziemski (POL)    | Andrij Fedčuk (UKR)         |
| –91 kg | Alexandr Alexejev (RUS)     | Viktor Zujev (BLR)       | Vedran Đipalo (CRO)       | Ertuğrul Ergezen (TUR)      |
| +91 kg | Alexandr Povetkin (RUS)     | Roberto Cammarelle (ITA) | Jaroslavas Jakšto (LTU)   | Sergej Rožnov (BLR)         |

## Medailová bilance
V boxu se rozdělilo celkem 11 sad medailí.
| Pořadí | Stát              |       | Muži    | Muži  | Muži | Celkem |
| Pořadí | Stát              | Zlato | Stříbro | Bronz |      | Celkem |
| ------ | ----------------- | ----- | ------- | ----- | ---- | ------ |
| 1.     | Rusko (RUS)       |       | 9       | 0     | 0    | 9      |
| 2.     | Německo (GER)     |       | 1       | 1     | 1    | 3      |
| 3.     | Bulharsko (BUL)   |       | 1       | 0     | 2    | 3      |
| 4.     | Francie (FRA)     |       | 0       | 3     | 1    | 4      |
| 5.     | Itálie (ITA)      |       | 0       | 2     | 1    | 3      |
| 6.     | Turecko (TUR)     |       | 0       | 1     | 2    | 3      |
| 7.     | Bělorusko (BLR)   |       | 0       | 1     | 2    | 3      |
| 8.     | Gruzie (GEO)      |       | 0       | 1     | 1    | 2      |
| 8.     | Ukrajina (UKR)    |       | 0       | 1     | 1    | 2      |
| 8.     | Chorvatsko (CRO)  |       | 0       | 1     | 1    | 2      |
| 11.    | Polsko (POL)      |       | 0       | 0     | 3    | 3      |
| 12.    | Maďarsko (HUN)    |       | 0       | 0     | 2    | 2      |
| 12.    | Litva (LTU)       |       | 0       | 0     | 2    | 2      |
| 12.    | Ázerbájdžán (AZE) |       | 0       | 0     | 2    | 2      |
| 15.    | Irsko (IRL)       |       | 0       | 0     | 1    | 1      |
| Celkem | Celkem            |       | 11      | 11    | 22   | 44     |